# Regulares
Les Forces régulières indigènes (Fuerzas Regulares Indigenas en espagnol), couramment appelées les Regulares, étaient l'ensemble des troupes d'infanterie et de cavalerie de l'armée espagnole recrutées au Maroc espagnol. Elles étaient composées de volontaires marocains encadrés par des officiers espagnols.
Créées en 1911, elles jouèrent un rôle de premier plan lors de la guerre du Rif, contre les populations marocaines soulevées contre l'occupation espagnole et française, mais aussi dans la péninsule Ibérique durant la guerre d'Espagne, où elles furent souvent considérées comme les troupes d'élite des forces nationalistes rebelles au gouvernement de la Seconde République espagnole. Réorganisées et réformées, elles sont encore actives sur le terrain, comme au Kosovo ou en Afghanistan.

## Histoire

### Origines (1911-1936)
La création des regulares est due en grande partie à la protestation de la population civile espagnole relayée par la presse contre la participation des soldats espagnols de l'armée régulière aux combats et au maintien de l'ordre dans la zone du Protectorat espagnol.
Il existait déjà alors diverses unités indigènes, comme la « Compagnie des Maures Mogataces d'Oran » (Compañía de Moros Mogataces de Orán), la « Milice volontaire de Ceuta » (Milicia Voluntaria de Ceuta ) ou les « Tirailleurs du Rif » (Tiradores del Rif). Les missions de ces forces étaient principalement à l'avant-garde et le combat sur tous les terrains, les embuscades et les combats en haute montagne. Peu de temps avant la création des regulares, ces unités furent rassemblées sous le nom de « Forces régulières indigènes de Melilla » (Fuerzas Regulares Indígenas de Melilla), avec pour chef le lieutenant-colonel de cavalerie Dámaso Berenguer Fusté. C'est en 1911 que furent définitivement créées les « Forces régulières indigènes » (Fuerzas Regulares Indígenas).

### Guerre du Rif (1921-1926)
En 1914, les forces des Regulares furent accrues et divisées en quatre « Groupes des forces régulières indigènes » (généralement abrégé en G.F.R.). Chacun d'eux était formé par deux tabors d'infanterie de trois compagnies et d'un tabor de cavalerie de trois escadrons. En 1921, après le désastre d'Anoual, il leur fut adjointe une cinquième unité, le « Groupe des forces régulières indigènes d'Alhucemas ». Les regulares devinrent alors le fer de lance de l'armée espagnole durant les opérations de la guerre du Rif : ils s'illustrèrent particulièrement lors de la campagne du Desquite et du débarquement d'Alhucemas (1925).
- GFRI no 1 Tétouan ; était composé de 1 170 soldats.
- GFRI no 2 Melilla ; était composé d'environ 1 000 soldats.
- GFRI no 3 Ceuta ; était composé d'environ 1 000 soldats.
- GFRI no 4 Larache ; était composé d'environ 900 soldats,.
L'historienne María Rosa de Madariaga nous dit également que les Regulares ont déserté massivement les troupes espagnoles et ont rejoint Abdelkrim Al-Khattabi et ont beaucoup contribué, justement, à aider, du point de vue technique, l'armée d'Abdelkrim, car ils avaient des connaissances qu'ils avaient acquises au contact de l'armée espagnole.
Jean Meyer nous dit également que cette désertion des Regulares en 1921 fut immédiatement compensée par l'enrôlement massif de guerriers marocains venus de la Zone Française.

### Guerre d'Espagne (1936-1939)
Ils servirent sur tous les fronts durant la Guerre civile espagnole. Ils furent souvent considérés comme les troupes d'élite de l'armée espagnole.
Selon Abel Paz, la CNT voulait soulever le Maroc en une « révolution bourgeoise », mais le Front populaire français, qui colonisait le Maroc et y avait déjà réprimé une révolution populaire, aurait menacé la République espagnole de représailles, ce qui aurait assuré à Franco de pouvoir utiliser les troupes regulares dans la guerre civile.

### De la fin de la guerre d'Espagne à la fin du Protectorat (1939-1956)
Les regulares furent employés dans la réduction des derniers maquis anti-franquistes de la posguerra. En octobre 1940, 10 groupes sont en activité ainsi que 5 tabors autonomes qui disparaissent rapidement.
Les groupes de réguliers autochtones (régiments), aux commandes d'un colonel, composé d'un état-major (administratif et commandement) et trois Tabores (bataillons) chacun, cependant, toujours en 1940, les cinq premiers d'entre eux avaient un quatrième tabor destiné en dehors du Protectorat. Chaque Tabor était composé d'un état-major, un peloton de transmission, un train Tabor, quatre compagnies de fusiliers et une compagnie de mitrailleuses et de mortiers. Chaque Tabor, sous le commandement d'un commandant, ajouta 27  officiers, 41 sous-officiers, 2 CASE (Cuerpo Subalternos del Ejército, Corps subalterne de l'armée) et une troupe de 755 hommes. Au total, chaque GFRI de trois Tabors était composé de 103 officiers, 141 sous-officiers, 9 CASE et une troupe de 2 541 hommes du rang soit 2 804 militaires. Clairement supérieur en nombre aux régiments d'infanterie de ligne de 2 200 hommes..
Durant la Seconde Guerre mondiale, certains furent même volontaires dans la División Azul, qui se battit aux côtés des forces de l'axe sur le front de l'Est.
En 1956, à la fin du Protectorat espagnol, les effectifs des regulares comptaient (sans les Espagnols) 12 445 soldats et 127 officiers marocains. Ils étaient répartis dans les groupes suivants, nommés selon leur lieu de casernement : 
- « Tetuán no 1 » à Tétouan ;
- « Melilla no 2 » à Melilla ;
- « Ceuta no 3 » à Ceuta ;
- « Larache no 4 » à Larache ;
- « Alhucemas no 5 » à Al Hoceïma ;
- « Arcila no 6 » à Asilah ;
- « Llano Amarillo no 7 », à Melilla ;
- « Rif no 8 ».

### De la réorganisation à aujourd'hui (1956- )

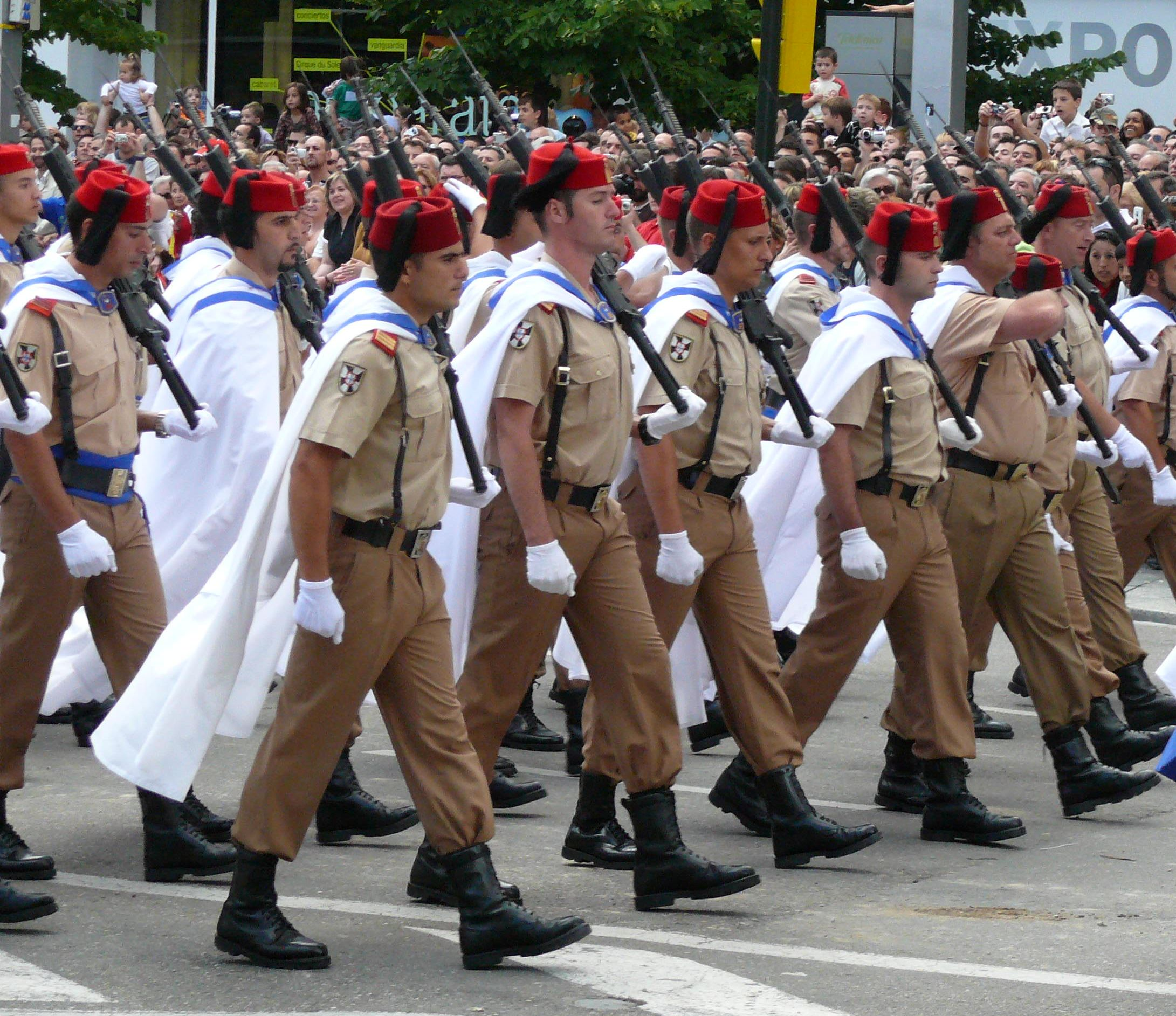
Regulares durant le défilé des Forces armées espagnoles à Madrid (2008).

À la fin du Protectorat, une grande partie des groupes des Forces régulières indigènes fut dissoute. Seuls restèrent alors les G.F.R. d'infanterie Tetuán no 1 et Ceuta no 3, basés à Ceuta, et les G.F.R. d'infanterie Melilla no 2 et Alhucemas no 5, basés à Melilla. Rapidement, le recrutement se tourna de plus en plus vers les Espagnols d'origine européenne et maghrébine, venant généralement des villes de la péninsule ou de Ceuta et Melilla. 
Les regulares restèrent au premier poste pour défendre la souveraineté des possessions espagnoles lors des crises entre l'Espagne et le Maroc. Ils furent appelés à intervenir, afin de surveiller qu'elle ne s'étende pas aux territoires espagnols, à la guerre d'Ifni en 1959. En 1975, durant la marche Verte au Sahara, ils furent déployés le long de la frontière des places de souveraineté espagnole. Ils furent également sollicités à l'occasion de la crise de l'îlot Persil en 2002. Ils ont également été employés lors de guerres européennes, en Bosnie-Herzégovine et au Kosovo, ou lors de conflits plus lointains, comme en Afghanistan.
En 1996, les forces des regulares furent une nouvelle fois réorganisées : 
- le G.F.R. Melilla no 2 est devenu le Régiment d'infanterie légère des Regulares de Melilla no 52. Il est chargé de la protection des établissements espagnols de Peñón de Vélez de la Gomera, Peñón de Alhucemas et les îles Zaffarines.

- le G.F.R. Tetuán no 1 est devenu le Régiment d'infanterie légère des Regulares de Ceuta no 54.